# تروسه

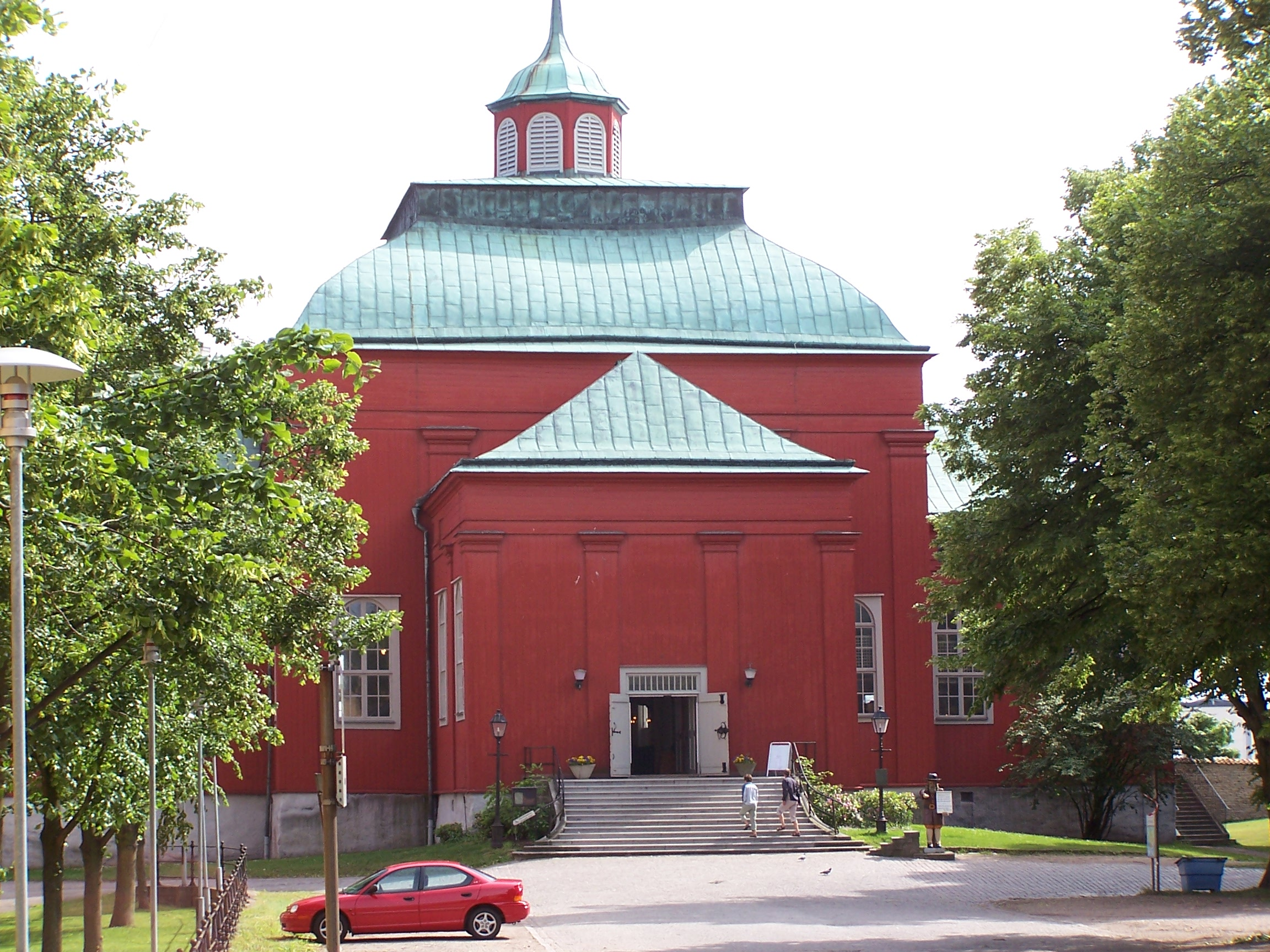
کلیسای دریاسالاری کلسکرونا در جزیره تروسه واقع شده است.

تروسه (سوئدی: Trossö) جزیره‌ای در شهرستان بلکینگه در جنوب سوئد است. این جزیره در مجمع‌الجزایر کلسکرونا قرار دارد. جادهٔ اصلی به نام اوسترلدن این جزیره را به سرزمین اصلی متصل می‌کند. شهر کلسکرونا میان بیش از ۳۰ جزیره پخش‌شده است و جزیرهٔ اصلی تروسه است که مرکز شهر در آن قرار دارد. از جاذبه‌های گردشگری تروسه می‌توان به پایگاه ناوی کلسکرونا و میدان شهری بزرگ در مرکز جزیره اشاره کرد. تروسه در فهرست میراث جهانی یونسکو در کلسکرونا به ثبت رسیده است.